# Partit Progressista del Japó
El Partit Progressista del Japó (japonés: 日本進歩党, Nihon Shimpotō) fou un partit polític del Japó de la postguerra. El partit fou fundat el 16 de novembre de 1945 per un grup de 273 diputats, dels quals 89 havien estat membres del Rikken Minseitō i 46 del Rikken Seiyūkai; molts havien estat elegits amb el suport de l'Associació de Suport al Règim Imperial a les eleccions generals de 1942. Dos anys després, es va prendre la decisió de dissoldre el PPJ i formar el Partit Democràtic.

## Resultats electorals

### Cambra de Representants
| Any  | Líder         | Vots       | %     | Escons   | Pos. | Govern   |
| ---- | ------------- | ---------- | ----- | -------- | ---- | -------- |
| 1946 | Machida Chūji | 10,350,530 | 18.67 | 94 / 468 | 2n   | Oposició |